# Aeroportul Internațional Lambert–St. Louis
Aeroportul Internațional Lambert–St. Louis (IATA: STL, ICAO: KSTL, FAA LID: STL) este un aeroport din Comitatul St. Louis, Missouri, Missouri, Statele Unite ale Americii ce deservește zona Greater St. Louis⁠(d). Aeroportul a fost tranzitat în 2023 de 14.886.000 de pasageri. A fost deschis în 1910 și numit după Albert Bond Lambert.
Situat la o altitudine de 184 m, aeroportul dispune de 4 piste.

## Infrastructură

### Piste
Aeroportul dispune de 4 piste: 
- pista 06/24 din beton, cu dimensiunile 7.607 picioare × 150 picioare
- pista 11/29 din beton, cu dimensiunile 9.001 picioare × 150 picioare
- pista 12L/30R din beton, cu dimensiunile 9.003 picioare × 150 picioare
- pista 12R/30L din beton, cu dimensiunile 11.019 picioare × 200 picioare